# GEDmatch
GEDmatch ist eine kostenlose Analyseplattform für genealogische Zwecke mit Sitz in Lake Worth, Florida, auf der man die Ergebnisse seiner DNA-Analyse mit den Daten anderer Nutzer vergleichen kann. Betreiber der Plattform ist die Firma Qiagen GEDmatch wählte seinen Namen aufgrund des genealogischen Dateiformates, GEDCOM, welches von Familienforschern der Kirche Jesu Christi der Heiligen der Letzten Tage entwickelt wurde. Dieses ist unter Genealogen weltweit gebräuchlich und wird auch auf GEDmatch verwendet. 
Ermöglicht wird die Suche nach genetisch verwandten Personen, Ethnizitätsschätzungen, Herkunftsanalysen sowie die Berechnung des vermutlichen Verwandtschaftskoeffizienten zweier Personen. Zu den weiteren Möglichkeiten zählt die Nutzung eines Chromosomen-Browsers.
Die Benutzer können wählen, ob die GEDCOM-Dateien bzw. die heraufgeladenen DNA-Rohdaten öffentlich zugänglich werden. Jedoch bedingt die Suche nach Verwandten, dass man seine eigenen Daten veröffentlicht. In ihren aktuellen Geschäftsbedingungen (September 2018) erlaubt GEDmatch das Heraufladen von DNA-Rohdaten, die von sich selbst stammen, oder von einer Person, welche in der Obhut des Benutzers steht. Ebenso ist es erlaubt, DNA-Daten, die von Verstorbenen oder von einem schweren Verbrechen stammen, heraufzuladen.
Im Mai 2018 verfügte GEDmatch über 929.000 DNA-Profile und 7300 Benutzer, die für einen erweiterten Funktionsumfang eine monatliche Gebühr von $10 bezahlten. 

## Aufklärung von Straftaten
Bekannt wurde GEDmatch durch die Aufklärung eines langjährigen Serienstraftäters durch kalifornische Behörden. Im Jahr 2018 gelang es Ermittlern in Kalifornien, einen Serienmörder und -vergewaltiger, den Golden State Killer, ausfindig zu machen, indem sie auf GEDmatch auf Verwandte des Täters stießen – namentlich Cousins 3. und 4. Grades. Die Ermittler erstellten aus DNA-Spuren von Tatorten ein DNA-Profil und luden es auf GEDmatch herauf. Die Möglichkeit, dass Benutzer von GEDmatch sich unwissentlich zu Hilfs-Ermittlern machen, hat zu Kritik geführt – denn bei üblichen Ermittlungen hat jedermann das Recht, nahestehende Personen nicht zu belasten (siehe Zeugnisverweigerungsrecht).